# Соревнования «Дружба-84» по тяжёлой атлетике
Соревнования «Дружба-84» по тяжёлой атлетике были проведены с 12 по 16 сентября во Дворце культуры и спорта болгарского города Варна. Они прошли при полном доминировании спортсменов СССР и Болгарии, которые стали победителями во всех десяти весовых категориях и установили 16 новых мировых рекордов. Рекорды, установленные по сумме двоеборья советскими атлетами Юрием Варданяном (до 82,5 кг) и Виктором Солодовым (до 90 кг), в дальнейшем так и не были побиты до 1993 года, когда Международная федерация тяжёлой атлетики ввела новые границы весовых категорий.

## Призёры
| Категория    | Золото                    | Золото                 | Серебро                     | Серебро                | Бронза                     | Бронза                 |
| До 52 кг     | Нено Терзийский Болгария  | 252,5 кг (112,5 + 140) | Бела Олах Венгрия           | 232,5 кг (105 + 127,5) | Чой Зонг Сов КНДР          | 227,5 кг (95 + 132,5)  |
| До 56 кг     | Наим Сулейманов Болгария  | 297,5 кг (132,5 + 165) | Оксен Мирзоян СССР          | 295 кг (132,5 + 162,5) | Габриэль Энсенат Куба      | 230 кг (100 + 130)     |
| До 60 кг     | Стефан Топуров Болгария   | 322,5 кг (140 + 182,5) | Юрий Саркисян СССР          | 315 кг (140 + 175)     | Антон Коджабашев Болгария  | 295 кг (130 + 165)     |
| До 67,5 кг   | Янко Русев Болгария       | 337,5 кг (145 + 192,5) | Александр Вырбанов Болгария | 335 кг (145 + 190)     | Марек Северын Польша       | 315 кг (142,5 + 172,5) |
| До 75 кг     | Здравко Стоичков Болгария | 377,5 кг (167,5 + 210) | Владимир Кузнецов СССР      | 362,5 кг (162,5 + 200) | Иштван Мешси Венгрия       | 340 кг (155 + 185)     |
| До 82,5 кг   | Юрий Варданян СССР        | 405 кг (182,5 + 222,5) | Асен Златев Болгария        | 385 кг (175 + 210)     | Ласло Кирали Венгрия       | 370 кг (167,5 + 202,5) |
| До 90 кг     | Виктор Солодов СССР       | 422,5 кг (190 + 232,5) | Благой Благоев Болгария     | 400 кг (185 + 215)     | Анджей Пиотровский Польша  | 375 кг (170 + 205)     |
| До 100 кг    | Павел Кузнецов СССР       | 427,5 кг (187,5 + 240) | Андор Саньи Венгрия         | 390 кг (175 + 215)     | Милош Черник Чехословакия  | 385 кг (170 + 215)     |
| До 110 кг    | Леонид Тараненко СССР     | 442,5 кг (200 + 242,5) | Юрий Захаревич СССР         | 427,5 кг (197,5 + 230) | Янко Георгиев Болгария     | 412,5 кг (182,5 + 230) |
| Свыше 110 кг | Анатолий Писаренко СССР   | 465 кг (200 + 265)     | Александр Курлович СССР     | 462,5 кг (210 + 252,5) | Роберт Сколимовский Польша | 415 кг (190 + 225)     |

### Медальный зачёт
| Место | Страна       | Золото | Серебро | Бронза | Всего |
| ----- | ------------ | ------ | ------- | ------ | ----- |
| 1     | СССР         | 5      | 5       | 0      | 10    |
| 2     | Болгария     | 5      | 3       | 2      | 10    |
| 3     | Венгрия      | 0      | 2       | 2      | 4     |
| 4     | Польша       | 0      | 0       | 3      | 3     |
| 5     | КНДР         | 0      | 0       | 1      | 1     |
| 5     | Куба         | 0      | 0       | 1      | 1     |
| 5     | Чехословакия | 0      | 0       | 1      | 1     |
| Всего | Всего        | 10     | 10      | 10     | 30    |